# 葉賓
葉賓（?—1045年），字虞卿。兴化军仙游人。
先世久居丹阳。景德二年（1005年）进士。历知泉州、永春、南安、邛之临邛，知南安時，有人盜割牛舌者，葉賓下令牛主屠宰該牛，後有告發屠牛者，葉賓逮補告發者說：“截牛舌者汝也。”果然是此人盜牛舌 。天圣六年（1028年）知泉州。庆历五年（1045年）正月九日卒於家。次年葬归德乡万善里。有二子葉任、葉傳。